# Shawn Nelson
Pour les articles homonymes, voir Nelson.
Shawn Timothy Nelson, né le 21 août 1959 et décédé le 18 mai 1995 à San Diego aux États-Unis, est un vétéran de l'U.S. Army et plombier au chômage, à l'origine d'une équipée sauvage le 18 mai 1995 dans les rues de San Diego, à bord d'un tank M-60A3 Patton dérobé dans une armurerie militaire. Sa chevauchée urbaine a entraîné la destruction d'une quarantaine de véhicules en stationnement, de lampadaires, de feux de circulation et de bouches d'incendie, avant que les forces de l'ordre l'abattent dans le char.

## Sa vie avant l'incident
Shawn Nelson s'engage dans l'armée en 1978. Il sert dans un bataillon de blindés basé en Allemagne et termine son service en 1980 avec le grade de private (seconde classe).
En 1990, à la suite d'un accident de moto, il est hospitalisé pour des blessures à la nuque et au dos. Il lance un procès contre l'hôpital et réclame 1,6 million de dollars pour négligences, maltraitance et séquestration. Un juge de la cour supérieure le déboute et l'hôpital contre-attaque en réclamant à Shawn 6 640 dollars de frais médicaux et frais d'avocat. Nelson prétendait qu'on l'avait forcé à suivre un traitement sans son consentement.
Sa femme demande le divorce en 1991 après six ans de mariage, et ses parents meurent tous deux d'un cancer en 1992. Scott, son frère, affirmera par la suite que Shawn devient accro à la méthamphétamine l'année suivante. Ses voisins commencent à se plaindre auprès de la police des hurlements fréquents de Nelson envers son colocataire, la nuit.
Un jour, persuadé de trouver de l'or dans son jardin, il y creuse un trou de 4,5 m de profondeur.
En février 1995, il dépose une demande de permis de forage auprès de la mairie, alors que le jardin n'est en aucun cas la propriété de la municipalité.[réf. nécessaire] Carson Honings, un ami avec qui Nelson part pêcher, définit les activités de forage entreprises par Shawn comme son « nouveau dada ». En avril 1995, il porte plainte à deux reprises contre la ville de San Diego et réclame deux millions de dollars ; la première plainte porte sur des négligences policières, la seconde pour arrestation abusive.
En 1994, sa trousse à outils est dérobée, ce qui, combiné à ses problèmes de dos, l'amène à cesser son activité de plombier. Sans revenus, l'eau et le gaz lui sont coupés et il se retrouve sous le coup d'une procédure d'expulsion. En outre, en avril 1995, il se sépare de sa petite amie. Son frère Scott dit de lui : « Mon frère était un homme bien, toujours prêt à aider les autres. Ce sont ses problèmes à lui qu'il n'arrivait pas à régler. »

## L'attaque au char d'assaut
Selon les services de police de la ville de San Diego, la semaine précédant l'attaque, Shawn confie à un ami vouloir se suicider, et le week-end suivant, il lui soutient que « L'Oklahoma, c'est de la bombe » en référence à l'attentat d'Oklahoma City survenu un mois plus tôt. Difficile de savoir s'il commentait seulement l'actualité ou s'il approuvait réellement l'attentat. Les services de police écartèrent néanmoins la piste de l'appartenance à un groupuscule terroriste ainsi que l'implication de Shawn Nelson dans l'attentat d'Oklahoma City.
Le jeudi 18 mai 1995, au volant de son van Chevrolet, Shawn Nelson se rend à l'armurerie de la Garde nationale située dans le quartier de Kearny Mesa, à San Diego. La grille donnant sur le parking des véhicules militaires, généralement fermée à partir de 17 h[réf. nécessaire], est encore ouverte du fait de certains employés faisant des heures supplémentaires. Le parking est désert. Il utilise sans doute un pied de biche pour ouvrir la trappe d'accès des blindés. Les chars démarrent par la pression d'un simple bouton et ne nécessitent donc pas l'utilisation d'une clé de contact. Les deux premiers ne voulant pas démarrer, il s'approche d'un char M-60A3 qu'il réussit à démarrer. Il s'enfuit alors aux commandes du char pendant que l'officier de garde s'empresse d'appeler les services de police. Comme les munitions étaient stockées dans un autre bâtiment, aucun armement du char d'assaut n'est en mesure d'être utilisé.
Shawn Nelson tient tête à la police pendant une course-poursuite télévisée de 23 minutes dans les rues de la banlieue de Clairemont. Le char de 57 tonnes ne peut atteindre que la vitesse de 48 km/h, mais ravage le mobilier urbain sur son passage : panneaux de signalisation, bouches d'incendie, feux de circulation… ainsi que plusieurs véhicules en stationnement. Il écrase même un van contre un camping-car avant de l'achever en lui roulant dessus. Il tente ensuite de faire s'effondrer une passerelle piétonne en fonçant contre un de ses piliers, mais finit par y renoncer après plusieurs tentatives infructueuses. Le M-60 finit par s'enliser sur le terre-plein central de l'autoroute 163 alors qu'il allait passer à contre-sens du trafic. Quatre policiers grimpent alors sur le blindé. Le sergent Paul Paxton, un réserviste du corps des Marines, réussit à ouvrir la trappe. Les agents somment Shawn Nelson de se rendre mais ce dernier reste muet et continue d'essayer d'extirper le char du terre-plein. Richard Piner, le partenaire du sergent Paxton, se penche alors dans le char et fait feu. Le coup touche Shawn à l'épaule. Il meurt à l'hôpital des suites de sa blessure.

### L'intervention policière
La question fut posée de savoir s'il était vraiment indispensable de tuer Shawn Nelson. Scott Nelson affirma que le coup de feu était justifié. Le capitaine de la police, Tom Hall, ajouta que si Shawn Nelson avait réussi à libérer le tank, il « aurait pu détruire pas moins de 35 véhicules qui passaient à ce moment-là. » Un des gardiens de la paix ajouta : « S'il s'extirpe de là et s'engage sur la portion d'autoroute, on a forcément des morts »[réf. nécessaire]. Les forces de police jugèrent que l'utilisation de mesures non-mortelles telles que du gaz lacrymogène aurait pu arrêter Shawn Nelson mais sans garantie de stopper le char ; la présence du gaz aurait alors empêché les officiers d'intervenir dans le véhicule[citation nécessaire].
Selon les médias présents sur place, les forces de l'ordre, à court de moyens suffisants pour stopper le char, auraient un temps envisagé l'intervention d'un hélicoptère AH-1 Cobra du corps des Marines basé à Camp Pendleton. Shawn Nelson aurait alors sans doute été abattu par un missile AGM-114 Hellfire ou un BGM-71 TOW s'il était devenu un danger pour les véhicules de l'autoroute 163[réf. nécessaire].

## Remise en question des normes de sécurité de l'armurerie
Les responsables de l'armurerie de la Garde nationale où Shawn s'empara du char furent critiqués pour leur négligence dans cette bavure qui fut considérée comme une énorme faille de sécurité, surtout si peu de temps après l'attentat d'Oklahoma City. Outre la grille laissée ouverte sans surveillance, la clôture autour du parking des véhicules militaires était endommagée par endroits. Même face à une grille fermée, Shawn aurait facilement pu enjamber la clôture là où elle était le plus abîmée. Les responsables de l'armurerie rétorquèrent que seule une poignée de personnes avaient accès aux clés des véhicules, que ceux-ci étaient garés loin de la clôture pour rendre leur accès plus difficile, et que seule une personne initiée au pilotage d'un char pouvait réussir une telle prouesse ; il n'y avait pour eux aucune façon d'anticiper cet incident. Toutefois, la sécurité fut renforcée à l'armurerie de Kearny Mesa à la suite des évènements du 18 mai 1995.

## Dans la culture populaire
- Un film documentaire retraçant l'action de Shawn vit le jour en 2002 : Cul de Sac: A Suburban War Story[5].
- Le groupe de thrash metal Megadeth réalisa un clip vidéo en 2010 reprenant l'incident pour illustrer leur titre The Right to Go Insane (Le droit de devenir fou). Dans le clip, Dave Mustaine joue le rôle de Shawn Nelson, David Ellefson celui de son frère, tandis que les autres membres du groupe jouent les amis de Shawn.
- Dans le tome 5 de DoggyBags publié en 2014, Aurélien Ducoudray et Neyef reviennent sur la vie de Shawn Nelson, notamment sur son addiction à la méthamphétamine depuis son retour de guerre[6].